# Marek Górecki
Marek Górecki (ur. 16 grudnia 1979) – polski piłkarz, bramkarz, były zawodnik Drukarza Warszawa (piłka trawiasta) oraz KP Łódź (piłka plażowa). Jeden z najbardziej rozpoznawalnych piłkarzy polskiego beach soccera. Trzykrotny zdobywca Mistrzostwa Polski w piłce nożnej plażowej, czterokrotny triumfator Pucharu Polski w piłce nożnej plażowej. Główny bramkarz podczas Mistrzostw Świata w beach soccerze 2006. Uczestnik Euro Winners Cup w 2015 roku. Komentator meczów beach soccera i futsalu na antenie Polsat Sport, TVP Sport oraz Eurosport.